# Monte Bowles
Il Monte Bowles è una montagna antartica, coperta di ghiaccio, alta 822 m, che rappresenta la cima più elevata del Bowles Ridge, una dorsale montuosa situata nella parte orientale dell'Isola Livingston, nelle Isole Shetland Meridionali, in Antartide.
È situato a sud delle Vidin Heights e a nord del Monte Friesland, nei Monti Tangra, al quale è collegato dal Wörner Gap.
Il monte fu asceso per la prima volta il 5 gennaio 2003 da Àlex Simón, Vicente Castro, David Hita e un collega, partiti dalla Base antartica spagnola Juan Carlos I.
L'origine del nome non è ben chiara; compare (non ben posizionato e probabilmente in riferimento a qualche altra vetta dell'isola) in una carta topografica del 1829 redatta dalla spedizione britannica (1828–31) condotta dal capitano Henry Foster al comando della nave HMS Chanticleer.

## Localizzazione
Secondo la rilevazione con GPS australiana del 2003, il picco è posizionato alle coordinate 62°37′00.15″S 60°12′08.5″W, 9,77 km a nordovest del Great Needle Peak, 6,08 km a nord del versante occidentale del Monte Friesland, 8,77 km a est-nordest della Base San Clemente di Ocrida e 9,25 km a sud del versante ovest del Miziya Peak.

## Mappe
- S. Soccol, D. Gildea and J. Bath.  Livingston Island, Antarctica., su data.aad.gov.au. Scale 1:100000 satellite map. The Omega Foundation, USA, 2004.
- L.L. Ivanov et al., Antarctica: Livingston Island and Greenwich Island, South Shetland Islands (from English Strait to Morton Strait, with illustrations and ice – cover distribution), 1:100000 scale topographic map, Antarctic Place-names Commission of Bulgaria, Sofia, 2005
- L.L. Ivanov.  Antarctica: Livingston Island and Greenwich, Robert, Snow and Smith Islands (JPG), su apcbg.org.. Scale 1:120000 topographic map. Troyan: Manfred Wörner Foundation, 2009. ISBN 978-954-92032-6-4